# Myrcia albobrunnea
Espèce
Classification phylogénétique
Statut de conservation UICN

 VU  : Vulnérable
Myrcia albobrunnea est une espèce de plantes à fleurs du genre Myrcia et de la famille des Myrtaceae. C'est un arbre endémique du Pérou poussant en milieu tropical à saison sèche.